# Paederia pertomentosa
Paederia pertomentosa là một loài thực vật có hoa trong họ Thiến thảo. Loài này được Merr. ex H.L.Li mô tả khoa học đầu tiên năm 1943.